# Polyommatus rupala
Polyommatus rupala är en fjärilsart som beskrevs av Evans 1925. Polyommatus rupala ingår i släktet Polyommatus och familjen juvelvingar. Inga underarter finns listade i Catalogue of Life.